# Hilburg
Hilburg – herb szlachecki.

## Opis herbu
Na tarczy czterodzielnej, w polu I złotym – orzeł czarny; w II i III błękitnych – lew srebrny wspięty, lewą łapą o górę oparty; w IV błękitnym – na zielonej murawie, na górze z czerwonym otworem sztolni – dziewięć sosen. Labry z prawej strony czarne, podbite złotem, z lewej błękitne, podbite srebrem.

## Najwcześniejsze wzmianki
Nadany w 1793 r. Franciszkowi Hilburgowi, urzędnikowi z Wieliczki, wraz z tytułem "Edler" oraz predykatem "von Ehrenfels".

## Herbowni
Jedna rodzina herbownych (herb własny):
- Hilburg von Ehrenfels